# Дібрівка (Володарсько-Волинський район)
Ді́брівка — колишнє село в Україні, у Володарсько-Волинському районі 
Житомирської області. Ліквідовано в 2004 році.

## Історія
У 1906 році в селі мешкало 397 осіб, налічувалось 67 дворових господарств.
На мапі 1911—1912 років населений пункт позначений як колонія Дубровка з 87 дворами.
У 1932–1933 роках Дібрівка постраждала від Голодомору. За свідченнями очевидців кількість померлих склала щонайменше 11 осіб, імена яких встановлено.
29 липня 2004 року рішенням Житомирської обласної ради село було виключено з облікових даних адміністративно-територіального устрою області.

## Населення
За даними перепису 2001 року населення у селі було відсутнє.

## Пам'ятки
1968 року в Дібрівці з'явилася могила радянського воїна, який загинув упродовж німецько-радянської війни.